# Aleksy (Dorodnicyn)
Aleksy, imię świeckie Aniempodist Jakowlewicz Dorodnicyn (ur. 21 października?/2 listopada 1859, zm. 1919 w Nowosybirsku) – rosyjski biskup prawosławny.
Był synem prawosławnego psalmisty. Ukończył seminarium duchowne w Jekaterynosławiu, a następnie, w 1885, uzyskał tytuł kandydata nauk teologicznych w Moskiewskiej Akademii Duchownej. W 1886 został zatrudniony w szkole duchownej w Chersoniu. Od 1890 łączył tę pracę z obowiązkami misjonarza zwalczającego działalność sztundystów. W 1891 uzyskał tytuł magistra nauk teologicznych. Od 1894 działał jako misjonarz w eparchii jekaterynosławskiej. Od 1901 wykładał w seminarium duchownym w Czernihowie.
W marcu 1902 złożył wieczyste śluby mnisze, przyjmując imię Aleksy, po czym został wyświęcony na hieromnicha. W tym samym roku powierzono mu stanowisko inspektora seminarium duchownego w Stawropolu. W roku następnym otrzymał godność archimandryty i został rektorem seminarium duchownego w Wilnie.
30 maja 1904 w soborze Zwiastowania w Charkowie miała miejsce jego chirotonia na biskupa sumskiego, wikariusza eparchii charkowskiej, w której jako konsekratorzy udział wzięli arcybiskup charkowski Arseniusz, biskup taurydzki Mikołaj, biskup jekaterynosławski Symeon i inni hierarchowie. W lipcu 1905 został wikariuszem eparchii chersońskiej z tytułem biskupa jelizawietgradzkiego, po czym po miesiącu został przeniesiony do eparchii kazańskiej, ponownie jako biskup pomocniczy, z tytułem biskupa czystopolskiego. Równocześnie mianowano go rektorem Kazańskiej Akademii Duchownej. W 1910 obronił pracę doktorską z teologii.
W styczniu 1912 został biskupem saratowskim i carycyńskim. Dwa lata później otrzymał godność arcybiskupią, obejmując równocześnie zarząd eparchii włodzimierskiej i suzdalskiej. Urząd ten sprawował do 1917, gdy został z niego usunięty przez zjazd duchowieństwa, który oskarżył go o despotyczne traktowanie podległych mu kapłanów. W roku następnym udał się do eparchii jekaterynosławskiej, gdzie usiłował zorganizować wokół siebie grupę duchowieństwa niechętnego metropolicie kijowskiemu Włodzimierzowi. Za zaangażowanie w ruch na rzecz ogłoszenia jednostronnie autokefalii Kościoła prawosławnego na Ukrainie po jego śmierci w styczniu 1918 został suspendowany.
Zmarł w 1919 w Nowosybirsku, przed śmiercią suspensa została z niego zdjęta. Uroczystościom jego pogrzebu przewodniczył metropolita Eulogiusz (Gieorgijewski).